# 冈比亚城市列表
冈比亚城市列表如下：
- 班珠尔（‎；）
- 巴塞圣苏（‎；）
- 布里卡马（‎；）
- 法拉芬尼（Farafenni）
- 詹詹布雷（‎；，旧称：乔治敦）
- 卡尼芬（Kanifing）
- 凯雷万（‎；）
- 昆陶尔（Kuntaur）
- 曼萨孔科（‎；）
- 萨拉昆达（‎；）